# Numazu
Numazu (沼津市?, Numazu-shi) è una città giapponese della prefettura di Shizuoka.